# Жингилдитогай
Жингилдитога́й (каз. Жыңғылдытоғай) — село складі Байганінського району Актюбінської області Казахстану. Входить до складу Кольтабанського сільського округу.
У радянські часи село називалось Кизиласкер.
Населення — 11 осіб (2021; 142 у 2009, 189 у 1999, 313 у 1989).